# Хлевенский район
Хле́венский райо́н — административно-территориальная единица (район) и муниципальное образование (муниципальный район) на юге Липецкой области России.
Административный центр — село Хлевное.

## География
Площадь 910 км². Район граничит с Рамонским районом Воронежской области, а также с Тербунским, Задонским, Липецким и Усманским районами Липецкой области.
Основные реки — Дон, Воронеж.

## История
Район образован 30 июля 1928 года в составе Центрально-Чернозёмной области (ЦЧО) (до 1929 входил в Воронежский, а до 1930 — в Усманский округ).
После разделения ЦЧО 31 декабря 1934 года вошёл в состав Воронежской, а 6 января 1954 года — во вновь образованную Липецкую область.
19 февраля 1944 года часть территории Хлевенского района была передана в новый Дмитряшевский район. 4 июля 1956 года Дмитряшевский район был присоединён обратно к Хлевенскому.
1 февраля 1963 район был упразднён (территория вошла в Задонский район), но 11 января 1965 года восстановлен.

## Население
| 1939    | 1959    | 1970    | 1979    | 1989    | 2002    | 2006    |
| ------- | ------- | ------- | ------- | ------- | ------- | ------- |
| 51 150  | ↘38 568 | ↘34 943 | ↘28 530 | ↘24 106 | ↘22 251 | ↘21 000 |
| 2009    | 2010    | 2011    | 2012    | 2013    | 2014    | 2015    |
| ↘20 566 | ↘20 208 | ↘20 155 | ↘19 990 | ↘19 655 | ↘19 426 | ↘19 322 |
| 2016    | 2017    | 2018    | 2021    |         |         |         |
| ↗19 435 | ↘19 332 | ↗19 350 | ↘19 213 |         |         |         |

### Национальный состав
По итогам переписи населения 2020 года проживали следующие национальности (национальности менее 0,1 % и другое, см. в сноске к строке «Другие»):
| Национальность | Численность, чел. | Доля     |
| -------------- | ----------------- | -------- |
| Русские        | 18 376            | 95,64 %  |
| Армяне         | 276               | 1,44 %   |
| Узбеки         | 118               | 0,61 %   |
| Украинцы       | 102               | 0,53 %   |
| Таджики        | 60                | 0,31 %   |
| Азербайджанцы  | 35                | 0,18 %   |
| Молдаване      | 26                | 0,14 %   |
| Грузины        | 23                | 0,12 %   |
| Татары         | 22                | 0,11 %   |
| Другие         | 175               | 0,92 %   |
| Итого          | 19 213            | 100,00 % |

## Административно-муниципальное устройство
Хлевенский район, в рамках административно-территориального устройства области, включает 15 административно-территориальных единиц — 15 сельсоветов.
Хлевенский муниципальный район, в рамках организации местного самоуправления, включает 15 муниципальных образований со статусом сельских поселений:
| №  | Муниципальное образование     | Административный центр  | Количество населённых пунктов | Население, чел. | Площадь, км² |
| -- | ----------------------------- | ----------------------- | ----------------------------- | --------------- | ------------ |
| 1  | Введенский сельсовет          | село Введенка           | 2                             | ↗640            | 3,72         |
| 2  | Верхне-Колыбельский сельсовет | село Верхняя Колыбелька | 2                             | ↘668            | 51,28        |
| 3  | Воробьёвский сельсовет        | село Воробьёвка         | 1                             | ↗1129           | 38,09        |
| 4  | Ворон-Лозовский сельсовет     | село Ворон-Лозовка      | 3                             | ↘348            | 36,09        |
| 5  | Дмитряшевский сельсовет       | село Дмитряшевка        | 5                             | ↘2063           | 88,06        |
| 6  | Елецко-Лозовский сельсовет    | село Елецкая Лозовка    | 1                             | ↗1072           | 82,38        |
| 7  | Елец-Маланинский сельсовет    | село Елец-Маланино      | 4                             | ↘1128           | 52,91        |
| 8  | Конь-Колодезский сельсовет    | село Конь-Колодезь      | 1                             | ↘1852           | 89,66        |
| 9  | Малининский сельсовет         | село Малинино           | 7                             | ↘387            | 55,91        |
| 10 | Нижне-Колыбельский сельсовет  | село Нижняя Колыбелька  | 4                             | ↗601            | 42,84        |
| 11 | Ново-Дубовский сельсовет      | село Новое Дубовое      | 1                             | ↗1292           | 63,41        |
| 12 | Отскоченский сельсовет        | село Отскочное          | 2                             | ↗727            | 77,18        |
| 13 | Синдякинский сельсовет        | село Синдякино          | 8                             | ↘649            | 72,14        |
| 14 | Фомино-Негачевский сельсовет  | село Фомино-Негачевка   | 6                             | ↘645            | 89,51        |
| 15 | Хлевенский сельсовет          | село Хлевное            | 1                             | ↗6012           | 89,87        |

## Населённые пункты
В Хлевенском районе 48 населённых пунктов.
| №  | Населённый пункт     | Тип     | Население | Муниципальное образование     |
| -- | -------------------- | ------- | --------- | ----------------------------- |
| 1  | Аникеевка            | деревня | ↗39       | Дмитряшевский сельсовет       |
| 2  | Благодатная          | деревня | ↗7        | Фомино-Негачевский сельсовет  |
| 3  | Большой Мечёк        | деревня | ↘42       | Малининский сельсовет         |
| 4  | Введенка             | село    | ↘554      | Введенский сельсовет          |
| 5  | Вертячье             | деревня | →83       | Ворон-Лозовский сельсовет     |
| 6  | Верхняя Колыбелька   | село    | ↘699      | Верхне-Колыбельский сельсовет |
| 7  | Воробьёвка           | село    | ↗1129     | Воробьёвский сельсовет        |
| 8  | Воронежское Маланино | деревня | →0        | Синдякинский сельсовет        |
| 9  | Ворон-Лозовка        | село    | ↘318      | Ворон-Лозовский сельсовет     |
| 10 | Горденин             | хутор   | →0        | Малининский сельсовет         |
| 11 | Гудовка              | деревня | ↘387      | Дмитряшевский сельсовет       |
| 12 | Даньшино             | деревня | ↘85       | Введенский сельсовет          |
| 13 | Дерезовка            | деревня | ↗113      | Нижне-Колыбельский сельсовет  |
| 14 | Дмитряшевка          | село    | ↘1570     | Дмитряшевский сельсовет       |
| 15 | Долгое               | деревня | ↗9        | Дмитряшевский сельсовет       |
| 16 | Донская Негачевка    | село    | ↘160      | Отскоченский сельсовет        |
| 17 | Елецкая Лозовка      | село    | ↗1072     | Елецко-Лозовский сельсовет    |
| 18 | Елец-Маланино        | село    | ↘478      | Елец-Маланинский сельсовет    |
| 19 | Елец-Маланинский     | хутор   | ↘184      | Елец-Маланинский сельсовет    |
| 20 | Знаменка             | деревня | ↗38       | Синдякинский сельсовет        |
| 21 | Калина-Дубрава       | деревня | ↗47       | Нижне-Колыбельский сельсовет  |
| 22 | Конь-Колодезь        | село    | ↘1852     | Конь-Колодезский сельсовет    |
| 23 | Крещенка             | село    | ↘224      | Фомино-Негачевский сельсовет  |
| 24 | Крещенские Выселки   | деревня | ↘3        | Фомино-Негачевский сельсовет  |
| 25 | Круглянка            | деревня | ↘89       | Малининский сельсовет         |
| 26 | Крутец               | деревня | ↗23       | Малининский сельсовет         |
| 27 | Курино               | село    | ↗84       | Синдякинский сельсовет        |
| 28 | Малинино             | село    | ↘183      | Малининский сельсовет         |
| 29 | Малый Мечёк          | деревня | ↘102      | Малининский сельсовет         |
| 30 | Манино               | село    | ↗82       | Синдякинский сельсовет        |
| 31 | Муравьевка           | деревня | ↘201      | Дмитряшевский сельсовет       |
| 32 | Нечаевка             | деревня | ↘30       | Синдякинский сельсовет        |
| 33 | Нижняя Колыбелька    | село    | ↘401      | Нижне-Колыбельский сельсовет  |
| 34 | Новое Дубовое        | село    | ↗1292     | Ново-Дубовский сельсовет      |
| 35 | Отскочное            | село    | ↘596      | Отскоченский сельсовет        |
| 36 | Плещеево             | деревня | ↗49       | Синдякинский сельсовет        |
| 37 | Подгорное            | деревня | ↘116      | Синдякинский сельсовет        |
| 38 | Посельское           | деревня | →0        | Фомино-Негачевский сельсовет  |
| 39 | Седелки              | деревня | →0        | Верхне-Колыбельский сельсовет |
| 40 | Синдякино            | село    | ↘412      | Синдякинский сельсовет        |
| 41 | Средняя Долина       | село    | ↗8        | Фомино-Негачевский сельсовет  |
| 42 | Старо-Дубовский      | хутор   | ↘32       | Елец-Маланинский сельсовет    |
| 43 | Старое Дубовое       | село    | ↘535      | Елец-Маланинский сельсовет    |
| 44 | Стерляговка          | деревня | ↘22       | Малининский сельсовет         |
| 45 | Трещевка             | деревня | ↗90       | Нижне-Колыбельский сельсовет  |
| 46 | Трухачевка           | деревня | ↗22       | Ворон-Лозовский сельсовет     |
| 47 | Фомино-Негачевка     | село    | ↗662      | Фомино-Негачевский сельсовет  |
| 48 | Хлевное              | село    | ↗6012     | Хлевенский сельсовет          |

## Официальные символы района

Геральдический знак (герб) Хлевенского района утверждён решением третьей сессии Хлевенского районного Совета депутатов № 31 от 2 апреля 2004 года.
Флаг Хлевенского района утверждён решением третьей сессии Хлевенского районного Совета депутатов № 32 от 2 апреля 2004 года.

## Транспорт

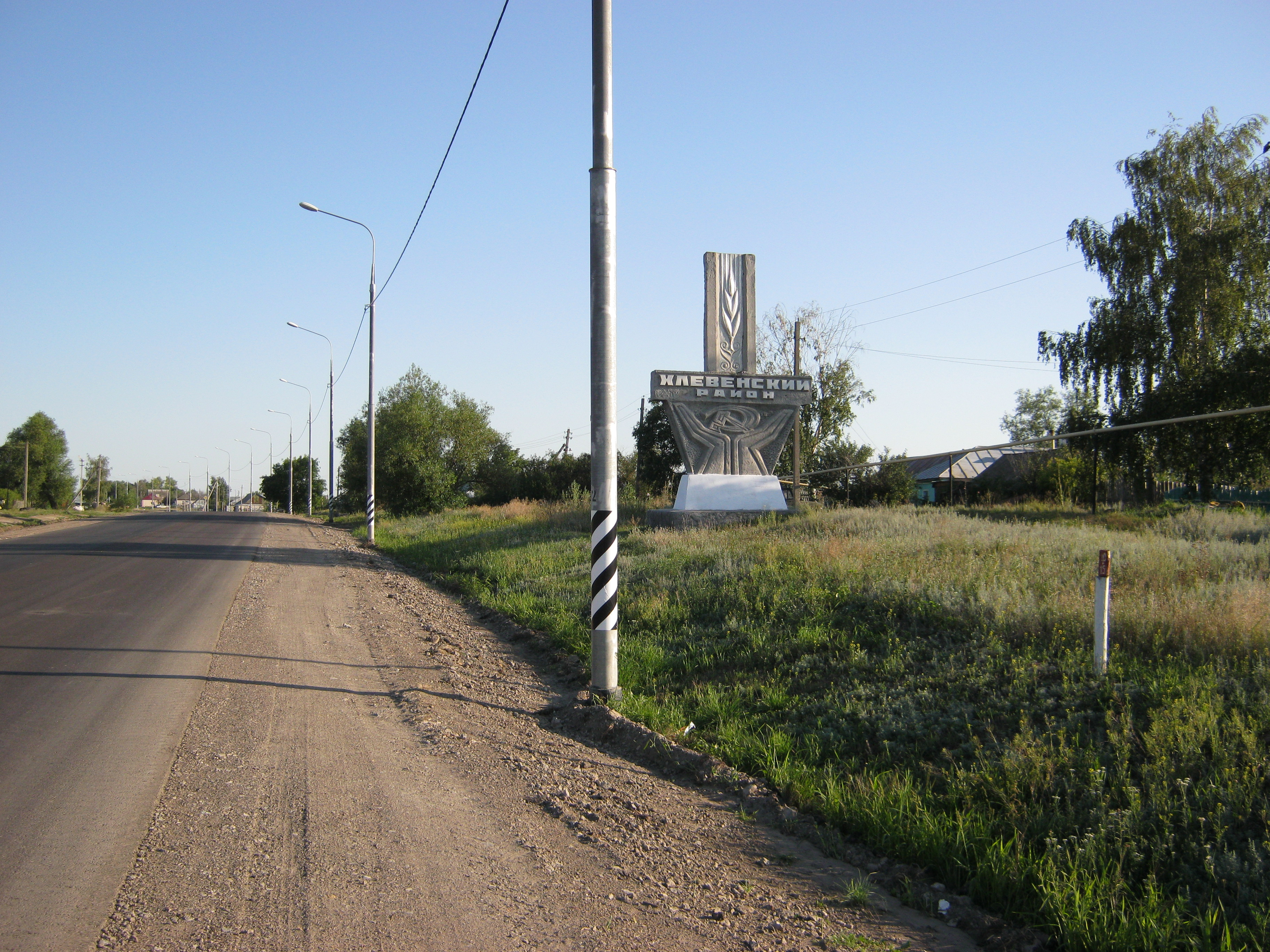
Въезд в Хлевенский район из Задонского района

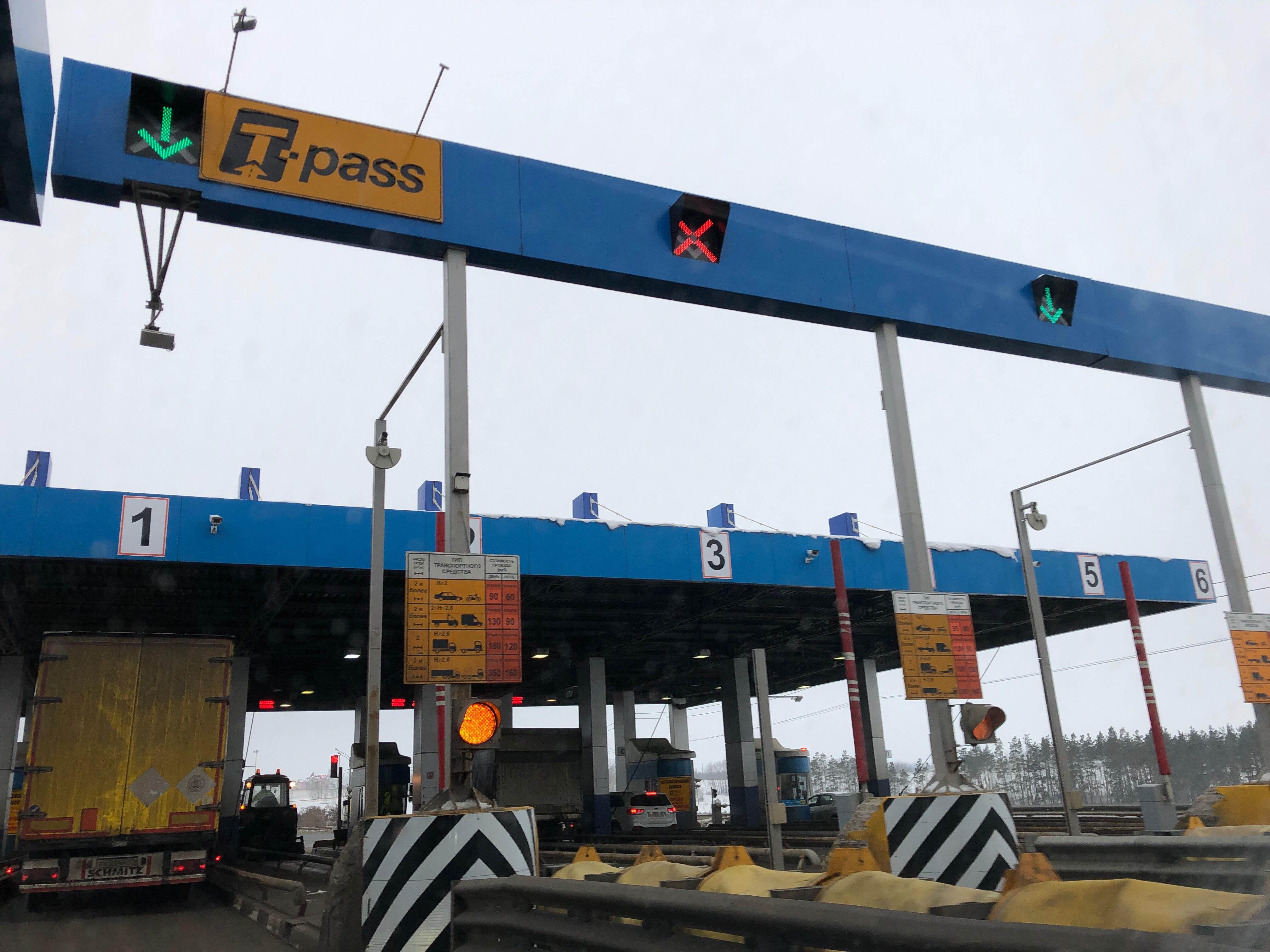
Хлевенский район пункт оплаты на М4 Дон

Через район проходит магистраль «Дон», связывающая Москву с югом России.

## Достопримечательности
Каменная гора
Южнее с. Конь-Колодезь на левом берегу р. Дон вскрыты породы девонского и более позднего периода. Высота обнажений достигает 20 м, длина — несколько сотен метров. Особый интерес представляют моренные отложения, включающие разнообразные виды минералов. Памятник природы является своеобразной летописью геологической истории Липецкого края.
Круглянский затон
Включает природные комплексы мелководного озера-старицы; замечен водяной орех — чилим (Красные книги МСОП и РФ).
Озеро Чёрная Мещерка
Расположено в пойме р. Воронеж и соединено с руслом р. Мещерка, являясь его затоном. Оно вытянуто с севера на юг, его длина около 1000 м, ширина 25-70 м. Берега в основном крутые, возвышенные, заняты под сенокосы или зарослями кустарников. Северный берег заболочен. Вода в озере чистая, прозрачная, береговая полоса слабо заболочена.
Парк в селе Конь-Колодезь
Располагается на территории бывшей усадьбы дворянского рода Сенявиных. Род Сенявиных дал России крупных адмиралов, среди которых Наум Акимович Сенявин (1680—1738 гг., вице-адмирал Российского Флота), Алексей Наумович Сенявин (1716—1797 гг., адмирал), Дмитрий Николаевич Сенявин (1763—1831 гг., адмирал). На площади около 20 га сохранился старинный парк Петровской эпохи, часть каменной ограды и дом, выстроенный из кирпича в стиле классицизма. Парк заложен в середине XIII в, в настоящее время он граничит с учебными корпусами сельскохозяйственного техникума. Имеются аллеи и участки старовозрастных насаждений из местных древесных пород и растений-экзотов, живописно расположенных на склонах левого берега р. Дон.